# Test di McNemar
Il Test di McNemar è un test non parametrico che si applica a tabelle di frequenza 2 x 2.  
Viene generalmente impiegato per verificare l'esistenza di differenze in dati dicotomici (presenza/assenza; positivo/negativo) prima e dopo un certo cambio o evento o trattamento (ovvero per valutare l'efficacia di quel trattamento), qualora siano disponibili dati sotto forma di frequenze.  Il test vuole determinare se le frequenze marginali di riga e colonna sono uguali.
Per la stessa analisi si può utilizzare il test binomiale, ma il Test di McNemar è più agevole e snello.

## Descrizione del test
Consideriamo ad esempio il caso di {\displaystyle n=200} persone che vengono classificate positive e negative prima di un trattamento, poi vengono trattate e successivamente ri-classificate in positive e negative (così da vedere quelle che sono passate da positive a negative, e viceversa.
Se prima del trattamento avevo:
- 120 persone positive
- 80 persone negative

e, dopo il trattamento:
- 30 delle 120 persone positive sono diventate negative (hanno cambiato)
- 20 delle 80 persone negative sono diventate positive (hanno cambiato)

allora posso costruire la seguente tabella 2 x 2:
|                                     | dopo è + | dopo è - | TOT |
| prima del trattamento era positivo: | 90       | 30       | 120 |
| prima del trattamento era negativo: | 20       | 60       | 80  |
| TOT                                 | 110      | 90       | 200 |

Le celle possono essere identificate dalle lettere: a, b, c e d.
I totali di riga e colonna vengono detti frequenze marginali.
Il totale delle frequenze viene indicato con {\displaystyle n}.
|                                     | dopo è + | dopo è - | TOT |
| prima del trattamento era positivo: | a        | b        | a+b |
| prima del trattamento era negativo: | c        | d        | c+d |
| TOT                                 | a+c      | b+d      | n   |

Il Test di McNemar verifica l'ipotesi:
{\displaystyle H_{0}}: le frequenze marginali sono uguali.
Questo accade quando:
{\displaystyle (a+b)=(a+c)}
{\displaystyle (c+d)=(b+d)}
ovvero quando:
{\displaystyle b=c}
La statistica test di McNemar è la seguente:
{\displaystyle \chi ^{2}={\frac {(b-c)^{2}}{(b+c)}}}
Sotto l'ipotesi {\displaystyle H_{0}}, {\displaystyle \chi ^{2}} è una Chi quadrato con 1 grado di libertà. La formula è bene venga corretta con la correzione di continuità di Yates, in quanto il Chi quadrato è una distribuzione continua, mentre quella campionaria è discreta.  E, soprattutto quando le frequenze sono piccole, l'approssimazione può essere scarsa.
{\displaystyle \chi ^{2}={\frac {(|b-c|-1)^{2}}{(b+c)}}}
Si rifiuta l'ipotesi {\displaystyle H_{0}} (ovvero le frequenze marginali non sono omogenee), se il {\displaystyle \chi ^{2}} è significativo (ovvero se il valore p è {\displaystyle p<0.05}).
Per frequenze basse {\displaystyle b+c<10} è opportuno usare il test binomiale.

## Esempio
Nei laboratori di microbiologia viene impiegato per confrontare due metodi qualitativi (generalmente un metodo di riferimento, ed un metodo nuovo) attraverso prove su campioni a valore noto (contaminati sperimentalmente in laboratorio).
Dapprima {\displaystyle n} campioni vengono contaminati artificialmente, in modo che risultino positivi o negativi con il metodo di riferimento.  Dopodiché vengono esaminati con il metodo nuovo.  I casi discordanti sono i seguenti:
- i campioni che con il metodo di riferimento erano classificati come positivi e con il metodo nuovo vengono classificati ancora come positivi indichiamoli con: PP.
- i campioni che con il metodo di riferimento erano classificati come negativi e con il metodo nuovo vengono classificati ancora come negativi indichiamoli con: NN.
- i campioni che con il metodo di riferimento erano classificati come negativi e con il metodo nuovo vengono classificati positivi vengono detti: Falsi Positivi, definiamoli pari a FP.
- i campioni che con il metodo di riferimento erano classificati come positivi e con il metodo nuovo vengono classificati negativi vengono detti: Falsi Negativi, definiamoli pari a FN.

Possiamo allora scrivere i dati con la seguente tabella:
|                                     | con metodo 2 è + | con metodo 2 è - | TOT   |
| con il metodo vecchio era positivo: | PP               | FN               | PP+FN |
| con il metodo vecchio era negativo: | FP               | NN               | FP+NN |
| TOT                                 | PP+FP            | FN+NN            | N     |

dove N=PP+FP+FN+NN=numerosità dei campioni.
Il test di McNemar vuole testare l'ipotesi che:
- il numero totale di positivi con il primo metodo = PP+FN sia pari al numero totale di positivi con il secondo metodo = PP+FP

ovvero PP+FN = PP+FP
e
- il numero totale di negativi con il primo metodo = FP+NN sia pari al numero totale di negativi con il secondo metodo = FN+NN

ovvero FP+NN = FN+NN
entrambe le condizioni si riassumono con l'ipotesi:
{\displaystyle H_{0}}: FN=FP.
L'espressione per il test di McNemar è la seguente:
{\displaystyle \chi ^{2}={\frac {(|FP-FN|-1)^{2}}{(FP+FN)}}}
Per valori alti di {\displaystyle \chi ^{2}} il metodo nuovo non risulta idoneo, ovvero la differenza fra falsi positivi e falsi negativi è troppo pronunciata e dunque non è dovuta al caso.
N.b. nei laboratori di microbiologia viene applicato solo quando  {\displaystyle FP+FN>22}.